# Ourapteryx olivacea
Ourapteryx olivacea là một loài bướm đêm trong họ Geometridae.